# Marcela Hernández Oropa
Marcela Hernández Oropa (México) es una activista y defensora digital mexicana, fue asesora e impulsora en México y América Latina de la Ley Olimpia contra las personas víctimas de violencia digital.

## Trayectoria académica
Se tituló como licenciada en negocios internacionales y maestra en políticas públicas y género; además, es investigadora en temas de género, feminismo, violencia digital y masculinidades.

## Activismo
Desde muy joven era consciente de las desigualdades sociales, por lo que desde la adolescencia inició con el activismo político al identificar que las injusticias no procedían de cuestiones de naturaleza, sino de estructuras y concepciones socioculturales; conoció a feministas separatistas en las manifestaciones y marchas pacíficas a favor de mujeres violentadas, ahí generó relaciones y vínculos con otras mujeres que trabajaban tanto individual como colectivamente por causas de las mujeres, contra la violencia y la igualdad de género. Fue standupera a partir de un curso de standup feminista, se unió a su colectiva y contribuyó a la organización del Paro Internacional de Mujeres del año 2017, ahí fue donde inició su vínculo con el apoyo a la Ley Olimpia en la Ciudad de México; posteriormente se unió al Frente Nacional por la Sororidad.
A través del activismo, Marcela es defensora de espacios digitales libres de violencia, por lo que su atención está centrada en la cibervenganza, el ciberporno y el acoso sexual; asesoró e impulsó la Ley Olimpia en México y América Latina, fue co-fundadora de la Red Latinoamericana de Defensoras Digitales y co-coordinadora de la Red Nacional de Masculinidades Cómplices por la Igualdad (MenEngage México), además fue vocera y coordinadora de proyectos del Frente Nacional para la Sororidad.
Formó parte, junto con otras defeensoras digitales, de la organización de la Primera Cumbre Latinoamericana de Defensoras Digitales en 2025, en la que se congregó a activistas, legisladoras, expertas en derechos digitales y sobrevivientes de violencia digital de 12 países participantes, este esfuerzo se realizó para erradicar la violencia digital que afecta a mujeres y niñas en América Latina. El lema de la cumbre era "Código, Territorio y Resistencia".
 

Sobre las mujeres víctimas y sobrevivientes de violencia digital, manifiesta:  
Tantas más en México y en el mundo. Ellas no tenían por qué soportar toda la maldad de un mundo patriarcal que juzga a las mujeres por su intimidad sexual. Ellas no tuvieron la culpa de la violencia que recibieron, ellas fueron fuertes y valientes, ellas lucharon por estar bien hasta que ya no pudieron seguir luchando, porque nadie nace para soportar tanta maldad… Todo por ustedes y por las que hemos sobrevivido… Todo por ustedes y por las que hemos sobrevivido. 

## Publicaciones
En el 2022, el Frente Nacional por la Sororidad y Defensoras Digitales presentaron la publicación del Informe sobre Violencia Digital en el que Marcela participó y en el que estuvieron trabajando por más de un año. En 2024 también colaboró en el informe Violencia sexual digital contra las mujeres en México: El papel de la Ley Olimpia en la transformación de los mandatos de género que la sostienen, publicado por Advancing Learning and Innovation on Gender Norms (ALiGN).